# Folk'n'funk
Folk'n'Funk è il terzo album in studio del gruppo musicale italiano Ridillo, pubblicato nel 2000 dalla Best Sound.

## Descrizione
La band aggiunge nuove caratteristiche al proprio sound andando a pescare nella tradizione musical-popolare della propria terra d'origine. Il Folk del titolo è il liscio, non in contrapposizione al Funk, ma mescolato ad esso, nella ricerca di «un frullato di migliaia di sonorità» (dal testo del brano che dà il titolo al disco). Il brano Zanzara Party, anticipa l'album nel giugno 1999 su CD singolo promozionale, e nel 2000 esce anche un CD singolo promozionale con un remix di Sunshine.

## Tracce
1. Folk'n'funk – 4:06
2. Camminando tra i colori – 4:42
3. Rinascerò – 4:23
4. Sai cosa c'è – 4:47
5. Autolavaggio del cervello – 4:45
6. Sogno naïf – 4:10
7. Lontana – 4:55
8. Tilt – 5:03
9. Solo per noi – 3:30
10. Zanzara party (+ intro & coda) – 3:03
11. Sunshine – 4:31
12. Promessa – 4:13

## Formazione
- Daniele "Bengi" Benati – voce, chitarra
- Claudio Zanoni – tromba, chitarra, voce
- Alberto Benati – tastiere, voce
- Paolo D'Errico – basso, fischio, voce
- Renzo Finardi – batteria, percussioni, voce